# Costa Tropical
Koordinaten: 36° 0′ N, 3° 0′ W

Karte der Küstenabschnitte Spaniens (die Costa Tropical befindet sich südlich)

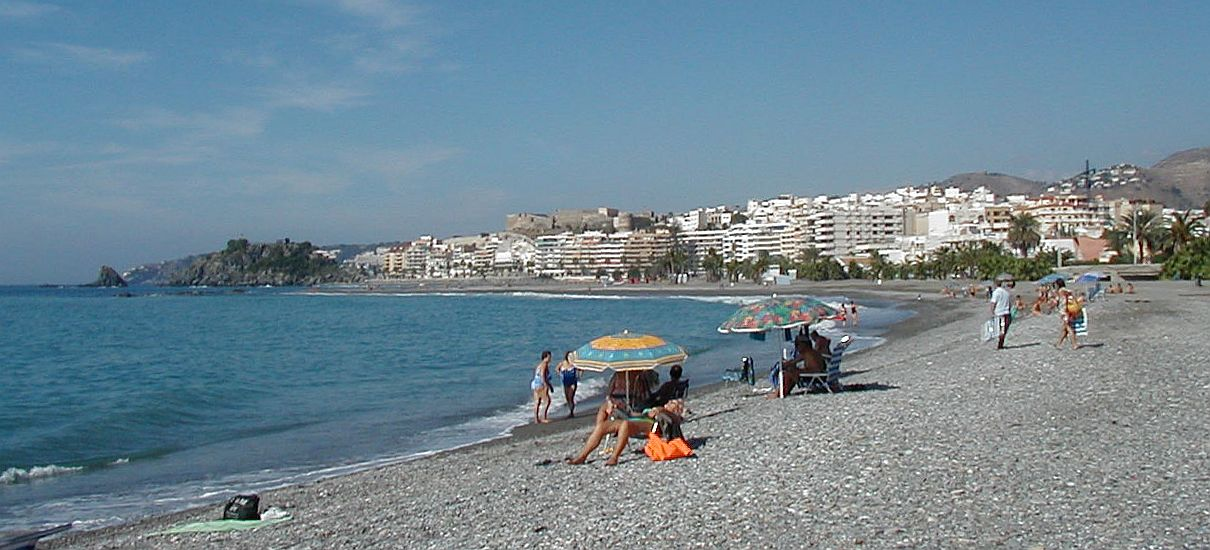
Strand in Almuñécar

Die Costa Tropical ist ein Küstenstreifen im südlichen Teil der spanischen Mittelmeerküste (Provinz Granada, Andalusien). Geografisch ist sie mit der Comarca (Verwaltungseinheit) Costa Granadina deckungsgleich. Die Costa Tropical liegt am Mittelmeer und grenzt im Westen an die Comarca Axarquía – Costa del Sol (Provinz Málaga), im Osten an die Comarca Poniente Almeriense (Provinz Almería).

## Geografie
Die Costa Tropical erstreckt sich von Almuñécar im Westen bis nach Albuñol im Osten. Naturräumlich reichen an der Costa Tropical die Ausläufer der Betischen Kordillere (Sierras de Tejeda, Almijara y Alhama, Sierra Nevada) direkt bis an die Küste, so dass es kaum Küstenebenen gibt, in denen sich größere Ansiedlungen gebildet haben.
Die Flüsse erreichen nach kurzem Lauf das Mittelmeer, lediglich entlang des Río Verde führt eine Straße über die Sierra de Alhama. Die Autovía A-44 im Tal des Río Guadalfeo stößt, vom Landesinnern und Granada kommend, auf die Autovía A-7, die die Costa Tropical von Westen nach Ost begleitet.

## Klima
Durch den Schutz der die Küste nördlich angrenzenden Gebirgszüge können die besonders im Winter kalten Inlandswinde den Küstenstreifen schwer erreichen, hingegen erreichen die Winde aus Nordafrika die Costa Tropical ohne weiteres. Als subtropisches Mikroklima bildet sich ein ausgeprägtes warmes Seeklima mit geringen täglichen Temperaturschwankungen, dadurch ist es nahezu ganzjährig möglich, Zuckerrohr, Datteln, Ananas, Bananen, Avocados sowie andere subtropische Früchte zu ernten. An der Costa Tropical herrschen 320 Sonnentage jährlich.

## Tourismus
Auch für den Fremdenverkehr, mittlerweile mehr inländisch als europäisch, ist die Costa Tropical daher sehr attraktiv, da der Wassersport auch im Winter möglich ist. Darüber hinaus ist der Wintersport durch die Nähe der Sierra Nevada (ca. 75 km, in ca. 60 Minuten erreichbar) ebenfalls möglich.

## Ortschaften und Städte an der Costa Tropical
- Albondón
- Albuñol
- Almuñécar
  - La Herradura
  - Velilla
- Gualchos
- Ítrabo
- Jete
- Lentejí
- Los Guájares
- Lújar
  - Castell de Ferro (Gualchos y Lújar)
- Molvízar
- Motril
  - Puerto de Motril
  - Torrenueva
  - Carchuna
  - Calahonda
- Otívar
- Polopos
  - Castillo de Baños
- Rubite
- Salobreña
- Sorvilán
- Vélez de Benaudalla